# Cratere Gaudibert
Gaudibert è un cratere lunare di 33,14 km situato nella parte sud-orientale della faccia visibile della Luna, sul bordo nordest del Mare Nectaris. A est è presente la catena montagnosa Montes Pyrenaeus e a nordest oltre queste montagne si trova il cratere Gutenberg. A nordovest di Gaudibert giace la coppia di crateri Isidorus-Capella. A sud di Gaudibert sono presenti diversi crateri fantasma, i principali dei quali sono 'Gaudibert A' e 'Gaudibert B'. Possono essere osservati meglio quando la luce solare incide con un angolo basso e fa risaltare i contrasti e le ombre.
Gaudibert ha un bordo basso e un fondo irregolare che lo rende una formazione poco appariscente. Il bordo è quasi circolare e leggermente irregolare. Il fondo interno presenta diverse creste che lo suddividono in piccole valli e bassi promontori. Adiacente al bordo meridionale si trova una coppia di piccoli crateri a forma di conca.
Il cratere è dedicato all'astronomo e selenografo francese Casimir Marie Gaudibert.

## Crateri correlati
Alcuni crateri minori situati in prossimità di Gaudibert sono convenzionalmente identificati, sulle mappe lunari, attraverso una lettera associata al nome.
| Gaudibert | Coordinate            | Diametro (in km) |
| --------- | --------------------- | ---------------- |
| A         | 12°12′00″S 37°56′24″E | 17,71            |
| B         | 12°19′12″S 38°33′36″E | 20,96            |
| C         | 11°34′12″S 37°48′00″E | 8,04             |
| D         | 10°36′36″S 36°20′24″E | 4,03             |
| H         | 13°49′48″S 36°43′12″E | 10,33            |
| J         | 11°10′48″S 39°09′36″E | 9,98             |